# Apriona nobuoi
Apriona nobuoi là một loài bọ cánh cứng trong họ Cerambycidae.